# Symphonia serena
Pour les articles homonymes, voir Serena (homonymie)#Musique.
La Symphonia serena a été écrite en moins d'un mois par Paul Hindemith à la fin de 1946 sur une commande de l'orchestre de Dallas.
Chronologiquement, elle est intermédiaire entre sa première symphonie, dite Mathis le peintre (1934) et sa troisième et dernière, dite Die Harmonie der Welt, achevée en 1957, même si le compositeur écrivit nombre d'autres œuvres orchestrales à structure symphonique. Elle peut être considérée comme un concerto pour orchestre, même si Hindemith avait déjà écrit, en 1925, une autre œuvre ainsi intitulée.
Durant la Seconde Guerre mondiale, le musicien émigra aux États-Unis où il prit un poste d'enseignant à l'Université Yale (composition et théorie de la musique). Il fut très occupé par son rôle pédagogique lors de l'immédiat après-guerre et ne composa en 1946 que cette symphonie ainsi qu'une cantate.
Sa création eut lieu le 1er février 1947 à Dallas sous la direction d'Antal Dorati, mais le musicien n'assista pas à cette dernière. Par la suite, il dirigea souvent cette œuvre, uniquement en Europe. Il l'a d'ailleurs enregistrée en novembre 1956, à Londres, à la tête du Philharmonia Orchestra
Le titre Serena est probablement plus en rapport avec une certaine conception de la clarté qu'une expression d'une joie calme. L'auteur ne donna aucune explication à cette appellation : il fit seulement référence à la symphonie pathétique de Tchaikovsky dans une lettre au dédicataire, ce qui est plutôt antinomique.
Elle comporte quatre mouvements et son exécution dure environ une demi-heure. Le premier est le plus vaste en ampleur. Le deuxième mouvement, joué par les vents, avec célesta et percussions, s'inspire d'une marche militaire en fa majeur (Yorckscher Marsch WoO. 18) de Beethoven. Le troisième, intitulé conversation, oppose les cordes en deux groupes, chapeautés par deux violons et deux altos solos. Le finale est introduit par de brusques fanfares qui, après un calme interlude, réapparaissent à la fin.
- Moderately fast
- Geschwindmarsch by Beethoven, paraphrase
- Colloquy
- Finale